# NGC 2805
NGC 2805 је спирална галаксија у сазвежђу Велики медвед која се налази на NGC листи објеката дубоког неба.
Деклинација објекта је + 64° 6' 10" а ректасцензија 9h 20m 20,4s. Привидна величина (магнитуда) објекта NGC 2805 износи 10,9 а фотографска магнитуда 11,5. Налази се на удаљености од 28,0000 милиона парсека од Сунца. NGC 2805 је још познат и под ознакама UGC 4936, MCG 11-12-3, CGCG 312-2, PGC 26410.